# Toéni (departamento)
Toéni es un departamento de la provincia de Sourou, en la región Boucle du Mouhoun, Burkina Faso. A 1 de julio de 2018 tenía una población estimada de 40 868 habitantes.
Se encuentra ubicado en la zona noroccidental del país, cerca del río Volta Negro o Mouhoun, y de la frontera con Malí.